# NGC 13
NGC 13 este o galaxie spirală din constelația Andromeda. A fost descoperită pe 26 noiembrie  1790 de William Herschel.

## Vezi și
- NGC 12
- NGC 14